# 波特號驅逐艦 (DD-356)
波特號驅逐艦（舷號DD-356）是一艘隸屬於美國海軍的驅逐艦，為波特級驅逐艦的首艦。她是美國第三艘以海軍將領父子大衛·波特（David Porter）和大衛·迪森·波特（David Dixon Porter）為名的軍艦。
波特號於1933年12月18日開始建造，在1935年12月12日下水，1936年8月25日服役。波特號起初駐紮在大西洋，在1937年轉到太平洋服役。1941年日軍突襲珍珠港時，波特號剛好在兩日前離開珍珠港，沒有受到攻擊。隨後波特號主要在美國西岸和夏威夷海域負責護航任務。1942年8月，波特號加入第16特遣艦隊支援瓜島戰役，卻在10月26日聖克魯斯群島戰役期間遭到魚雷重創，最後被邵號驅逐艦以艦炮自沉。美軍初期的紀錄指波特號是遭到日軍伊號第二十一潛艦擊沉，但這與日軍行動紀錄不符。後來的考據發現波特號是遭到企業號航空母艦_(CV-6)的TBF復仇者式轟炸機魚雷擊中：該架TBF遭到瑞鳳號航空母艦的零式重創而迫降海面，卻因為機件故障而無法丟棄魚雷。該枚魚雷隨後在海上觸發並打圈移動（這使到美軍誤以為有兩至三枚魚雷），最終意外擊中前來拯救TBF機員的波特號。
波特號在二戰共獲得一枚戰鬥之星。